# نورمان ميتشيل
نورمان ميتشيل (بالإنجليزية: Norman Mitchell)‏ هو ممثل بريطاني (وحمل سابقاً جنسية المملكة المتحدة لبريطانيا العظمى وأيرلندا)، ولد في 27 أغسطس 1918 بشفيلد في المملكة المتحدة، وتوفي في 19 مارس 2001 في المملكة المتحدة.

## وصلات خارجية
- نورمان ميتشيل على موقع IMDb (الإنجليزية)
- نورمان ميتشيل على موقع ديسكوغز (الإنجليزية)
- نورمان ميتشيل على موقع قاعدة بيانات الفيلم (الإنجليزية)